# Internacjonalizacja szkolnictwa wyższego
Internacjonalizacja szkolnictwa wyższego – proces integrowania wymiaru międzynarodowego, międzykulturowego i globalnego w cel, funkcje i sposób działania instytucji szkolnictwa wyższego. W praktyce proces ten przyjmuje postać budowania strategii umiędzynarodowienia szkolnictwa wyższego na poziomie państwa, władz samorządowych i poszczególnych instytucji, aktywnej polityki pozyskiwania studentów zagranicznych, zagranicznego marketingu uczelnianego, tworzenia międzynarodowych ścieżek studiów, integrowania treści globalnych i międzykulturowych w programy nauczania, dostosowywanie infrastruktury uczelni do potrzeb działania, tworzenia i wdrażania programów wspierających mobilność studencką etc.

## Internacjonalizacja szkolnictwa wyższego a globalizacja
Relacja pomiędzy tymi dwoma pojęciami nie jest jednoznaczna. Niekiedy używa się ich wymiennie albo za globalizację szkolnictwa wyższego uważa się szczególnie intensywną formę internacjonalizacji.
W zakresie badań nad szkolnictwem wyższym dominuje interpretacja, że internacjonalizacja szkolnictwa wyższego jest zinstytucjonalizowaną, strategiczną odpowiedzią na procesy związane z jego postępującą globalizacją.

## Internacjonalizacja w domu
Internacjonalizacja w domu (ang. Internationalisation at home) – koncepcja obejmująca wszystkie formy umiędzynaradawiania szkolnictwa wyższego z wyjątkiem tych związanych z mobilnością. Celem „internacjonalizacji w domu” jest stworzenie studentom możliwości zdobycia podobnych kompetencji na rodzimej uczelni, jakie zdobyliby podczas doświadczenia studiowania za granicą jak, m.in. komunikacji międzykulturowej, płynnej znajomości języków obcych, pracy w międzynarodowych zespołach etc. Umiejętności te są konieczne z punktu widzenia wymagań międzynarodowego rynku pracy.

## Internacjonalizacja szkolnictwa wyższego w Polsce
Stopień internacjonalizacji polskiego szkolnictwa wyższego jest umiarkowanie zaawansowany w porównaniu z większością państw OECD, jednak w latach 2009/2010 – 2019/2020 gwałtownie rósł, w końcu tego okresu osiągając ponad 6% ogólnej liczby studentów (ok. 80 000 tys. osób).  Średnia OECD w tym obszarze to około 10%. Na wzór agencji działających w innych państwach europejskich, takich jak DAAD, British Council, CampusFrance w Polsce od 2017 r. działa rządowa agenda wspierająca umiędzynarodowienie polskich uczelni – Narodowa Agencja Wymiany Akademickiej (NAWA). NAWA prowadzi program promocji studiów w Polsce za granicą, pod nazwą „Ready, Study, GO! Poland”. Pokrewny program, „Study in Poland”, ma także prywatna Fundacja Edukacyjna Perspektywy. Obie organizacje współpracują z Konferencją Rektorów Akademickich Szkół Polskich, a celem ich programów jest internacjonalizacja polskich uczelni, zwłaszcza w zakresie ich przystosowania do pozyskiwania i przyjmowania zagranicznych studentów.